# Jānis Ivanovs
Jānis Ivanovs (Preiļi, 10 september 1906 – Riga, 27 maart 1983) was een Letse componist van klassieke muziek, die ook werkzaam was als dirigent en muziekpedagoog.

## Leven
Jānis Ivanovs werd geboren in een klein dorp in Letgallen als kind in een gezin van Oudgelovigen. Hij behoorde daarmee tot dat deel van de Russischtalige minderheid die al sinds de tijd van tsaar Peter de Grote in Letland woont. Jānis' vader Andrej Ivanov was werkzaam bij het Russische leger. Tijdens de Eerste Wereldoorlog werd hij eerst overgeplaatst naar Vitebsk en later naar Smolensk. In die laatste stad kreeg de jonge Jānis zijn eerste professionele muziekonderricht. Hij studeerde piano aan de plaatselijke muziekschool. Ook na de Letse onafhankelijkheid bleef het gezin in de nieuwe republiek wonen. 
Ivanovs schreef zich in als compositie- en orkestdirectiestudent bij respectievelijk Jāzeps Vītols en Georg Schnéevoigt aan het Lets Conservatorium. In 1931 beëindigde hij zijn directiestudie, twee jaar later sloot hij ook de compositiestudie af. In 1933 volgde zijn benoeming tot dirigent van het symfonieorkest van de Letse radio. Hij werkte bovendien als geluidstechnicus. Van 1944 tot 1961 was Ivanovs artistiek directeur van de Letse omroep. Daarnaast was hij verbonden aan het nationale conservatorium. Vanaf 1955 was hij daar professor compositie.
Ivanovs had vanaf 1944 in toenemende mate moeilijkheden met de Sovjet-bezettingsautoriteiten, die zijn individuele stijl van componeren niet konden waarderen. In 1948 werden twee van zijn symfonieën onder vuur genomen in dezelfde periode dat ook onder meer Prokofjev en Sjostakovitsj van kosmopolitisme werden beschuldigd.
Pas na de dood van Stalin kreeg ook Ivanovs meer vrijheid. Bij zijn overlijden werd hij beschouwd als een van de grootste componisten van Letland. Ivanovs werd begraven op de Meža-begraafplaats ten noorden van Riga, de plek waar meer Letse beroemdheden een laatste rustplaats vonden.

## Werken
Al in de jaren dertig ontwikkelde Ivanovs een heel individuele stijl, waarin hij elementen van de late romantiek, volksmuziek en impressionisme combineerde. Later, mede onder invloed van de gebeurtenissen tijdens de Tweede Wereldoorlog kwamen daar invloeden van expressionisme en neo-classicisme bij. Tijdens de eerste jaren van de Sovjetbezetting werden die modernistische elementen door de machthebbers bestreden. Met name Ivanovs' vierde en vijfde symfonie kregen het zwaar te verduren van de officiële kritiek. Vanaf de jaren vijftig werd zijn muziek dramatischer en monumentaler, zonder de eigenheid te verliezen die zijn werk kenmerkt.
Anders dan veel van zijn componerende landgenoten schreef Ivanovs hoofdzakelijk symfonische muziek, waarvan zijn 21 symfonieën de hoofdmoot vormen. Daarnaast schreef hij symfonische gedichten en soloconcerten. Zijn kamermuziekoeuvre is bescheiden, terwijl ook de vocale muziek een beperkte plaats innam.
Symfonieën
- No. 1 in bes kl.t. Poema Sinfonia (1933)
- No. 2 in d kl.t.r (1937)
- No. 3 in f kl.t. (1938)
- No. 4 Atlantis met vrouwenkoor(1941)
- No. 5 in C gr.t. (1945)
- No. 6 Letgalse (1949)
- No. 7 in c kl.t. (1953)
- No. 8 in b kl.t. (1956)
- No. 9 (1960)
- No. 10 (1963)
- No. 11 in es kl.t. (1965)
- No. 12 in C gr.t. Sinfonia Energica (1967)
- No. 13 in d kl.t.Sinfonia Humana (1969)
- No. 14 Sinfonia da Camera voor strijkorkest (1971)
- No. 15 Sinfonia Ipsa (1972)
- No. 16 (1974)
- No. 17 in C gr.t. (1976)
- No. 18 (1977)
- No. 19 (1979)
- No. 20 in Es gr.t. (1981)
- No. 21 in C gr.t. (1983, na de dood van de componist voltooid door Juris Karlsons)

Andere orkestwerken
- Latgales ainavas (Letgaalse landschappen) (1936)
- Padebešu kalns (Bewolkte bergen) (1938)
- Varavīksne (De regenboog) (1939)
- Muziek bij de film Salna pavasarī (vorst in het voorjaar) (1956)
- Muziek bij de film Zvejnieka dēls (de zoon van de vissers) (1956)
- Lāčplēsis (De berenvechter) (1957)
- Poema Luttuoso voor strijkorkest (1966)
- Svētku uvertīra (Feestelijke ouverture) (1967)
- Sinfonietta voor strijkorkest (1976)
- Novella Brevis (1982)

### Soloconcerten
- Celloconcert in b kl.t. (1938)
- Vioolconcert in e kl.t. (1951)
- Pianoconcert in d kl.t. (1959)

### Kamermuziek
- Strijkkwartet no. 1 (1931/32)
- Strijkkwartet no. 2 in C gr.t. (1946)
- Strijkkwartet no. 3 (1961)
- Duet voor twee hoorns en piano (1935)
- Menuet voor strijkkwartet (1937)
- Poema capricciosa voor viool en piano (1963)
- Piano Trio (1976)

### Orgelmuziek
- Toccatina (1980)
- Preludium en fuga (1981)

### Pianomuziek
- Sonate (1931)
- Variaties (1948)
- Sonata Brevis (1962)
- Vijf preludes (1982)

### Muziek voor blaasorkest
- Rāzna (1940)
- Leģenda (Legende) (1940)

### Vocale muziek
- Latgales gana dziesma (Letgaals herderslied, voor stem en piano) (1935)
- Zeme, zeme, Daugaviņa (Land, land, Daugava, voor stem en piano) (1937)
- Aglūnas vakars (De avond van Aglūna, voor stem en piano) (1938)
- Poem (gedicht) voor kamerkoor en kamerorkest (1973)
- Dziesma (lied) voor koor en orkest (1978)